# Maddalena Crippa
Maddalena Crippa, née le 4 septembre 1957 à Besana in Brianza dans la région de la Lombardie en Italie, est une actrice italienne jouant principalement pour le théâtre et ayant également tourné à plusieurs reprises pour le cinéma et la télévision. Lauréate du David di Donatello de la meilleure actrice dans un second rôle pour son rôle de Giovanna dans le film Trois Frères (Tre fratelli) de Francesco Rosi en 1981, elle reste cependant davantage reconnue pour son activité au théâtre. Elle remporte le Premio Eleonora-Duse pour sa saison théâtrale en 2004.

## Biographie
Elle suit les cours du Piccolo Teatro di Milano et débute comme actrice au théâtre, jouant notamment sous les ordres du metteur en scène Giorgio Strehler au sein de la pièce Il Campiello de Carlo Goldoni en 1975.
Elle apparaît pour la première fois à la télévision en 1976 dans un rôle de figuration puis obtient, en 1979 et 1980, deux rôles récurrents dans des séries télévisées italiennes. Elle signe en 1983 un début fulgurant au cinéma avec un second rôle d'importance dans le film Trois Frères (Tre fratelli) de Francesco Rosi ou elle interprète le personnage de Giovanna, l'une des nombreuses figures féminines qui gravitent autour des trois protagonistes masculins. Elle obtient le David di Donatello de la meilleure actrice dans un second rôle pour sa prestation.
Mariée au metteur en scène allemand Peter Stein, elle poursuit alors sa carrière d'actrice, principalement au théâtre et, de manière plus irrégulière, au cinéma et à la télévision ou elle alterne les petits rôles et les scènes de figuration. Elle remporte le Premio Eleonora-Duse pour sa saison théâtrale en 2004.

## Filmographie

### Au cinéma
- 1981 : Trois Frères (Tre fratelli) de Francesco Rosi
- 1982 : No grazie, il caffè mi rende nervoso de Lodovico Gasparini
- 1985 : Juke Box de Valerio Jalongo
- 1986 : Aurelia de Giorgio Molteni
- 1987 : Attraction fatale (L'Attrazione) de Mario Gariazzo
- 1990 : Non più di uno de  Roberto Pelosso
- 1993 : Berlin '39 (Berlino '39) de Sergio Sollima
- 1995 : Terra Bruciata de Andres Pfäffli
- 1998 : Giochi d'equilibrio de Amedeo Fago
- 1998 : Onorevoli detenuti de Giancarlo Planta
- 1998 : Viol@ de Donatella Maiorca
- 2000 : Film de Laura Belli
- 2001 : Il commesso viaggiatore de Francesco Dal Bosco
- 2003 : Il quaderno della spesa de Tonino Cervi
- 2008 : Appuntamento a ora insolita de Stefano Coletta
- 2009 : Il tuo disprezzo de Christian Angeli

### À la télévision

#### Téléfilms
- 1976 : Aut aut: Cronaca di una rapina de Silvio Maestranzi
- 1983 : Le ambizioni sbagliate de Fabio Carpi
- 1984 : La Neminca de Giovanni Fabbri
- 2008 : Don Zeno - L'uomo di Nomadelfia de Gianluigi Calderone
- 2013 : Essere Giuseppe Verdi: Il maestro attraverso le lettere de Daniele Vismara

#### Séries télévisées
- 1979 : Il était un musicien (Un épisode)
- 1979 : Così per gioco
- 1980 : Arabella
- 1998 : Rex, chien flic (Un épisode)

## Théâtre
- 1975 : Il Campiello de Carlo Goldoni, mise en scène Giorgio Strehler, Piccolo Teatro di Milano
- 1985 :  Le Triomphe de l'amour (Il trionfo dell'amore) de Marivaux, mise en scène de Antoine Vitez, Piccolo Teatro di Milano
- 1996 : Oncle Vania (Zio Vanja) de Anton Tchekhov, mise en scène de Peter Stein
- 2006 : Mère Courage et ses enfants (Madre Coraggio e i suoi figli) de Bertolt Brecht, mise en scène de Robert Carsen, Piccolo Teatro di Milano

## Récompenses et distinctions
- David di Donatello de la meilleure actrice dans un second rôle en 1981 pour Trois Frères (Tre fratelli).
- Premio Eleonora-Duse pour sa saison théâtrale en 2004.

## Sources
- (it) Cet article est partiellement ou en totalité issu de l’article de Wikipédia en italien intitulé « Maddalena Crippa » (voir la liste des auteurs).